# Hurepoix

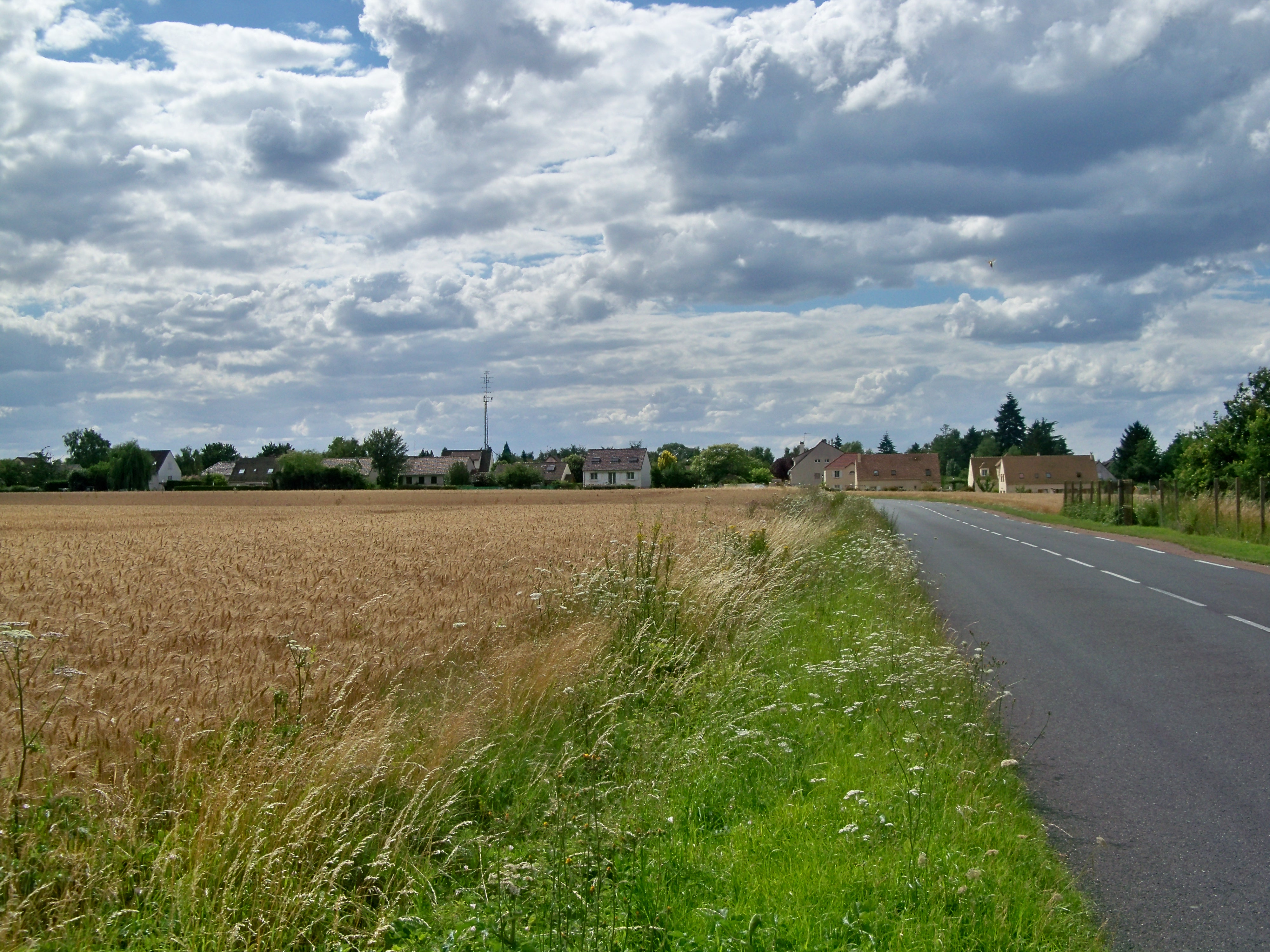
Feld im Hurepoix bei Pecqueuse

Der Hurepoix (französisch; gesprochen [yʁpwa]) ist eine Landschaft in der Region Île-de-France in Frankreich und eine ehemalige Provinz zur Zeit des Ancien Régime. Sie liegt überwiegend im heutigen Département Essonne, teilweise aber auch in den Départements Yvelines, Hauts-de-Seine und Val-de-Marne. Die historische Hauptstadt des Hurepoix ist Dourdan, das moderne urbane Zentrum jedoch Évry.
Der Hurepoix ist im Norden durch Paris begrenzt, im Westen durch den Wald von Rambouillet, im Osten durch die Seine, die Wälder von Fontainebleau im Gâtinais sowie von Sénart im Brie, im Süden schließlich durch die Ebenen der Beauce. Der Boden des Hurepoix besteht aus Mergel, Sand und Tonmineralen. Aus der Zeit, als das Pariser Becken von Meer bedeckt war, existieren auf einigen Plateaus Rückstände von Löss.
Die Landschaftsbezeichnung Hurepoix tritt (auch als Hérupe) in der französischen Literatur des 13. Jahrhunderts auf und hier als Name für das fränkische Neustrien zwischen Seine und Loire. In der politischen Realität kommt der Hurepoix andererseits nicht vor, wird lediglich ab dieser Zeit als Archidiakonat des Erzbistums Paris genannt, ohne dass eine geografische Präzisierung erkennbar wäre. Sicher ist, dass der Hurepoix einen Teil der Stadt Paris südlich der Seine umfasste und am Petit Pont begann, das heißt an der östlichen Seite des Cardo von Paris, was dazu führte, dass dieser Teil der Stadt ebenfalls als Hurepoix bezeichnet wurde.
Die wichtigsten Städte des Hurepoix sind:
| - Antony - Arpajon - Corbeil-Essonnes | - Dourdan - Évry - Massy | - Montlhéry - Orsay - Palaiseau | - Villebon-sur-Yvette - Savigny-sur-Orge |